# Manuel González Cabello
Manuel González Cabello, más conocido como Manolo González (Sevilla, 7 de noviembre de 1929-ibídem, 25 de diciembre de 1987) fue un matador de toros español.

## Biografía
Manolo González fue un torero de época, del más puro estilo sevillano. Tomó la alternativa en Sevilla, el 27 de mayo de 1948, de manos de Pepe Luis Vázquez y Manuel Navarro, con el toro: "Bailarín" de Clemente Tassara y esa tarde salió por la Puerta del Príncipe de la Real Maestranza.
La confirmó en Las Ventas el 3 de junio de 1949, por A. Bienvenida y Pepín Martín Vázquez, con el toro: "Lucifer" de Graciliano Pérez Taberbero. Esa tarde le cortó las dos orejas a su segundo toro.
El Miembro del Centro de Historia de Manizales, Vicente Fernán Arango Estrada, apunta que Manolo González, es uno de los toreros que inauguró la Plaza de Toros de Manizales, pues toreó en la famosa Temporada del Centenario, así: el 23 de diciembre de 1951 dos toroa de Mondoñedo, el 25 del mismo mes y año, dos toros de Venecia y el 30 de diciembre de 1951, 1 toro de Venecia y 1 de Mondoñedo. Fue declarado Ganador del Trofeo de esta Temporada. 
Se retiró en 1953 para dedicarse a ganadero y apoderado. Reapareció en 1960 y se retiró definitivamente el 23 de julio de 1961. Se encuentra enterrado en el Cementerio de San Fernando de Sevilla, donde ocupa un lugar destacado. Era un torero con garbo y gracia, de valor desbordante y arte. Salió varias veces por la Puerta Grande de Las Ventas. Su hijo Manolo fue novillero.
- Datos: Q3286424
- Multimedia: Manuel González Cabello / Q3286424